# Vesele, Bereznehuvate
Vesele (în ucraineană Веселе) este un sat în comuna Lepetîha din raionul Bereznehuvate, regiunea Mîkolaiiv, Ucraina.

## Demografie
Componența lingvistică a localității Vesele
     Ucraineană (92,31%)
     Rusă (6,77%)
     Alte limbi (0,92%)
Conform recensământului din 2001, majoritatea populației localității Vesele era vorbitoare de ucraineană (92,31%), existând în minoritate și vorbitori de rusă (6,77%).